# Ferrantino Malatesta
|  | No s'ha de confondre amb el seu net Ferrantino Novello Malatesta. |

Ferrantino Malatesta (ca. 1285-12 de novembre de 1353) va ser un noble italià, senyor de Rimini.
Nascut en una data desconeguda, possiblement a mitjan dècada del 1280. Va ser fill de Malatestino dall'Occhio, senyor de Rimini, i de Giacoma dei Rossi.
Les primeres notícies d'ell són al costat del seu pare i el seu oncle Pandolfo, al qual va donar suport, l'any 1304, en la consolidació del domini de la família Malatesta sobre Pesaro i l'àrea circumdant. Durant aquest període, van comptar amb el suport dels Balignani, amb els quals va enllaçar matrimonialment casant-se amb Belluccia, germana de Tano Balignani, vers el 1307. Del matrimoni van néixer dos fills, Malatestino Novello i Pandolfino, i una filla.
A partir de 1307, consta com un dels hereus emancipats de la família, i va obtenir el govern de ciutats com Cervia (1313), Cesena (1314), sempre com a suplent del seu pare. Uns anys més tard, el 3 de juny de 1324, va rebre el títol de cavaller, el dia del casament de Galeotto Malatesta i Elisa della Valletta.
En vida del seu pare, va rebre el càrrec de conservator civitatis et comitatus Arimini i amb ella la presidència del Consell Menor de Rimini. En morir, la senyoria va ser assumida per Pandolfo, oncle de Ferrantino, mentre que ell va assolir la defensoria. Quant a la senyoria, Ferrantino la va ocupar a la mort del seu oncle el 1326. Tanmateix, el seu ascens no va ser ben vista pels seus familiars. El mes de juliol d'aquell any, el seu cosí Ramberto el va fer presoner, juntament el seus fill i net, Malatestino i Ferrantino Novello. A resultes d'aquesa acció es va perdre Cesena i va esclatar una revolta a Fano. La ciutat de Rimini va mantenir-se fidel al seu senyor, forçat pel seu cosí Malatesta di Pandolfo, Ramberto es va veure obligat a abandonar-la després de tres dies. Ferrantino i la seva família van ser alliberats immediatament.
Va morir a Rimini el 12 de novembre de 1353.